# Rokk í Reykjavík
Rokk Í Reykjavík es un álbum de compilación para un documental de TV basado en la escena punk/New Wave islandesa. El documental fue filmado durante el invierno de 1981/1982 y también fue lanzado en video. En el mismo aparecen entre otras bandas Tappi Tíkarrass en la cual cantaba Björk.

## Lista de canciones
Lado A
1. Ó Reykjavík (2:25), Vonbrigði
2. Seig Heil (1:10), Egó
3. Gotta Go (1:45), Fræbbblarnir
4. Óvænt (1:07), Purrkur Pillnikk
5. Rúdólf (2:49), Þeyr
6. Creeps (1:48), Q4U
7. Breyttir tímar (2:20), Egó
8. Where Are The Bodies (5:08), Bodies

Lado B
1. Hrollur (2:25), Tappi Tíkarrass
2. Moving Up To A Motion (3:15), Baraflokkurinn
3. Talandi höfuð (2:55), Spilafífl
4. Í speglinum (3:25), Þursaflokkurinn
5. Í kirkju (2:42), Friðryk
6. Lífið Og Tilveran (3:25), Start
7. Gullúrið (3:10), Grýlurnar

Lado C
1. Sat ég inni á Klepp (3:42), Egó
2. Gluggagægir (3:00), Purrkur Pillnikk
3. Dúkkulísur (2:40), Tappi Tíkarrass
4. Bereft (3:18), Mogo Homo
5. Hver er svo sekur (2:35), Jonee Jonee
6. Killer Boogie (2:45), Þeyr
7. Kick Us Out Of The Country (1:55), Bodies

Lado D
1. Af Því Pabbi Vildi Það (1:43), Jonee Jonee
2. Í nótt (1:48), Fræbbblarnir
3. Guðfræði (3:00), Vonbrigði
4. Stórir strákar (2:40), Egó
5. Gonna Get You (1:26), Q4U
6. Toys (1:57), Q4U
7. Lollipops (2:50), Sjálfsfróun
8. Antichrist (1:10), Sjálfsfróun
9. Sjálfsfróun (1:30), Sjálfsfróun
10. Af Litlum Neista Verður Mikið Mál (2:30), Bruni BB
11. Rímur (2:00), Sveinbjörn Beinteinsson

## Características
Original:

Título: Rokk Í Reykjavík

Sello: Hugrenningur

Lanzado: Abril de 1982

Formato: Compilado 2 LP

Relanzamiento:

Título: Rokk Í Reykjavík

Sello: Smekkleysa

Lanzado: Octubre de 1993

Formato: lanzamiento en CD